# Diamantina
Diamantina (anglicky Diamantina River) je řeka v centrální části Austrálie. Protéká především Queenslandem a na dolním toku zasahuje až do Jižní Austrálie. Je dlouhá přibližně 750 km.

## Průběh toku
Pramení na svazích hřbetu Selwyn a teče na jihozápad. Protéká pouštní a polopouštní roviny Středoaustralské pánve. Většinou končí u osady Goyders Lagoon, kde se ztrácí v písku. V letech s výjimečně silnými srážkami, může dotékat až do Eyreova jezera. Na dolním toku je nazývaná také Warburton.